# Vabole (stacja kolejowa)
Vabole (ros. Ваболе) – stacja kolejowa w pobliżu miejscowości Vabole, w gminie Dyneburg, na Łotwie. Leży na linii Ryga - Dyneburg.